# كيم هيرنغ
كيم هيرنغ (بالإنجليزية: Kim Herring)‏ هو لاعب كرة قدم أمريكية أمريكي، ولد في 10 سبتمبر 1975 في ديترويت في الولايات المتحدة.

## وصلات خارجية
- كيم هيرنغ على موقع مرجع كرة القدم المحترفة.كوم (الإنجليزية)